# 三遊亭好の助
三遊亭 好の助（さんゆうてい こうのすけ、1982年8月5日 - ）は、五代目円楽一門会所属の落語家。東京都墨田区出身。本名は植木 啓太（うえき けいた）。公益財団法人日本ゲートボール連合理事。

## 来歴・人物
三遊亭好楽の三番弟子。武蔵大学経済学部経営学科卒業。講談師の神田伯山・一龍斎貞鏡は大学の後輩。
ナポレオンズのボナ植木の実息。好楽の子息・三遊亭王楽からは、「ともに親に弟子入りせず、別のところに弟子入りしている親不孝者」と言い合っている（王楽は、親の好楽ではなく、好楽の師匠5代目三遊亭圓楽の弟子である。好楽からは「師匠・圓楽の落語のテープはよく聴いているが、親のあたしの落語は全く聞かない」とネタにされている）。
大学入学前に父親に「マジシャンになりたい」と言ったが「（手品）道具は貸さない。とりあえず大学に行け」と言われて断念。大学卒業後、数か月の社会人生活を経て好楽に入門。父親からは「辞めたら殺す」と言われた。
好楽曰く、好の助が真打昇進した暁には仕事が本当になくなる（笑点での好楽罵倒ネタは、「仕事ない」等がある）として、「七代目圓楽」を譲って欲しいと楽太郎に頼み込むなどネタにされている（この発言の当時、好の助が好楽門下の末弟子であった）。
父の相方であるパルト小石曰く、好の助が好楽に弟子入りしたこともあり、ナポレオンズが好楽一門会などで呼んでもらう機会が増え、仕事としては増えたものの、「（ボナ植木の）息子を人質に取られたようなもの」と形容されている。なお父曰く、家にいる時に電話がかかってこようものなら、親に荷物を持ってこさせるらしい。
2018年5月、真打へ昇進。昇進に伴い、師匠・好楽の前名である「林家九蔵」を3代目として襲名する予定で（好楽の許可で居住地の宮崎県限定で『林家九蔵』の名跡を使用していたアマチュア落語家、可愛家小たつを2代目として代数に数えたため）、大師匠・林家彦六の遺族や師匠の兄弟子の林家木久扇の了解も得ていたが、3月に入り9代目林家正蔵とその母である海老名香葉子が「林家一門（落語協会）の名前を三遊亭一門（円楽一門会）の噺家が襲名することはいかがなものか」と異議を唱えたため、好楽の判断もあり九蔵の襲名を取りやめ、真打昇進後も現在の高座名である「好の助」を名乗ることとなった。
1982年生まれの、落語界五派の所属で一緒に落語会をしている「昭和57年会」（笑福亭べ瓶、三遊亭志う歌、三遊亭好の助、立川小春志、春風亭昇也）の一員。

## 略歴
- 2005年9月 - 三遊亭好楽に入門、「かっ好」。
- 2008年10月 - 二つ目昇進、「好の助」。
- 2014年 - 両国寄席大賞 年間MVP
- 2014年 - 円楽一門会 ゲートボール部 部長 就任
- 2015年 - 両国寄席大賞 最優秀賞受賞
- 2018年5月 - 真打昇進。
- 2024年6月 - 日本ゲートボール連合理事退任